# André Barth
André Barth (* 26. Oktober 1969 in Dresden) ist ein deutscher Politiker (AfD). Er ist seit 2014 Mitglied des Sächsischen Landtags.

## Leben
Barth absolvierte von 1986 bis 1989 eine Ausbildung zum Facharbeiter für Eisenbahnbetrieb mit Abitur und arbeitete anschließend als Stellwerksmeister auf dem Dresdner Hauptbahnhof. Von 1991 bis 1996 studierte er an der Technischen Universität Dresden Rechtswissenschaften. Anschließend leistete er seinen zehnmonatigen Wehrdienst ab. Seit dem Jahr 2000 war er als Rechtsanwalt tätig.
Bis zum Jahr 2010 war er Mitglied der SPD.
Bei der Landtagswahl in Sachsen 2014 kandidierte Barth im Wahlkreis Sächsische Schweiz-Osterzgebirge 2 und zog über die Landesliste (Platz 4) der AfD Sachsen in den sächsischen Landtag ein. Dort wurde er parlamentarischer Geschäftsführer seiner Fraktion und Mitglied im Haushalts- und Finanzausschuss und im Bewertungsausschuss. Er wurde als Vertreter seiner Fraktion Mitglied im Kuratorium der Landeszentrale für politische Bildung. Außerdem ist er Teil des Kreisvorstands im Landkreis Sächsische Schweiz-Osterzgebirge, für den er auch im Kreistag sitzt. Bei der Landtagswahl 2019 trat er erneut als Direktkandidat im Wahlkreis Sächsische Schweiz-Osterzgebirge 2 an und zog erneut über die Landesliste in den Landtag ein. Bei der Landtagswahl 2024 gewann er erstmals das Direktmandat im Wahlkreis Sächsische Schweiz-Osterzgebirge 2.
Da er den Verlust seiner Anwaltszulassung im Mai 2015 nicht wie gesetzlich vorgeschrieben dem Landtag mitgeteilt hatte, verhängte das Landtagspräsidium Ende Januar 2016 eine Strafzahlung von 1000 Euro an den Freistaat Sachsen. Zudem prüft die Rechtsanwaltskammer Vorwürfe, dass Barth auch nach Verlust seiner Zulassung öffentlich als Rechtsanwalt aufgetreten sei.
Barth ist geschieden, hat ein Kind und wohnt in Dippoldiswalde.

## Politische Standpunkte
Barth tritt für die „Entwicklung eines neuen Nationalbewusstseins“ und „geordnete Zuwanderungs- und Asylregelungen, Zuwanderung nur nach Bedarf“ ein.
Nach dem Parteiaustritt der AfD-Bundesvorsitzenden Frauke Petry kurz nach der Bundestagswahl 2017, bei der sie in Barths Landkreis das Direktmandat errungen hatte, äußerte er für den Kreisverband die Enttäuschung der Mitglieder und kritisierte Petrys plötzliche Entscheidung. Er und der Kreisverband stünden weiter hinter der Bundes- und Landespartei.